# Hypogastrura variata
Hypogastrura variata is een springstaartensoort uit de familie van de Hypogastruridae. De wetenschappelijke naam van de soort werd voor het eerst geldig gepubliceerd in 2020 door Babenko, Efeykin en Bizin.